# Karlín na Moravě
Das landwirtschaftlich geprägte Dorf Karlín (deutsch Charlottenfeld) mit 205 Einwohnern (1. Januar 2004) befindet sich in der Region Jihomoravský kraj (Tschechien), zwölf Kilometer südwestlich von Kyjov.

## Geschichte

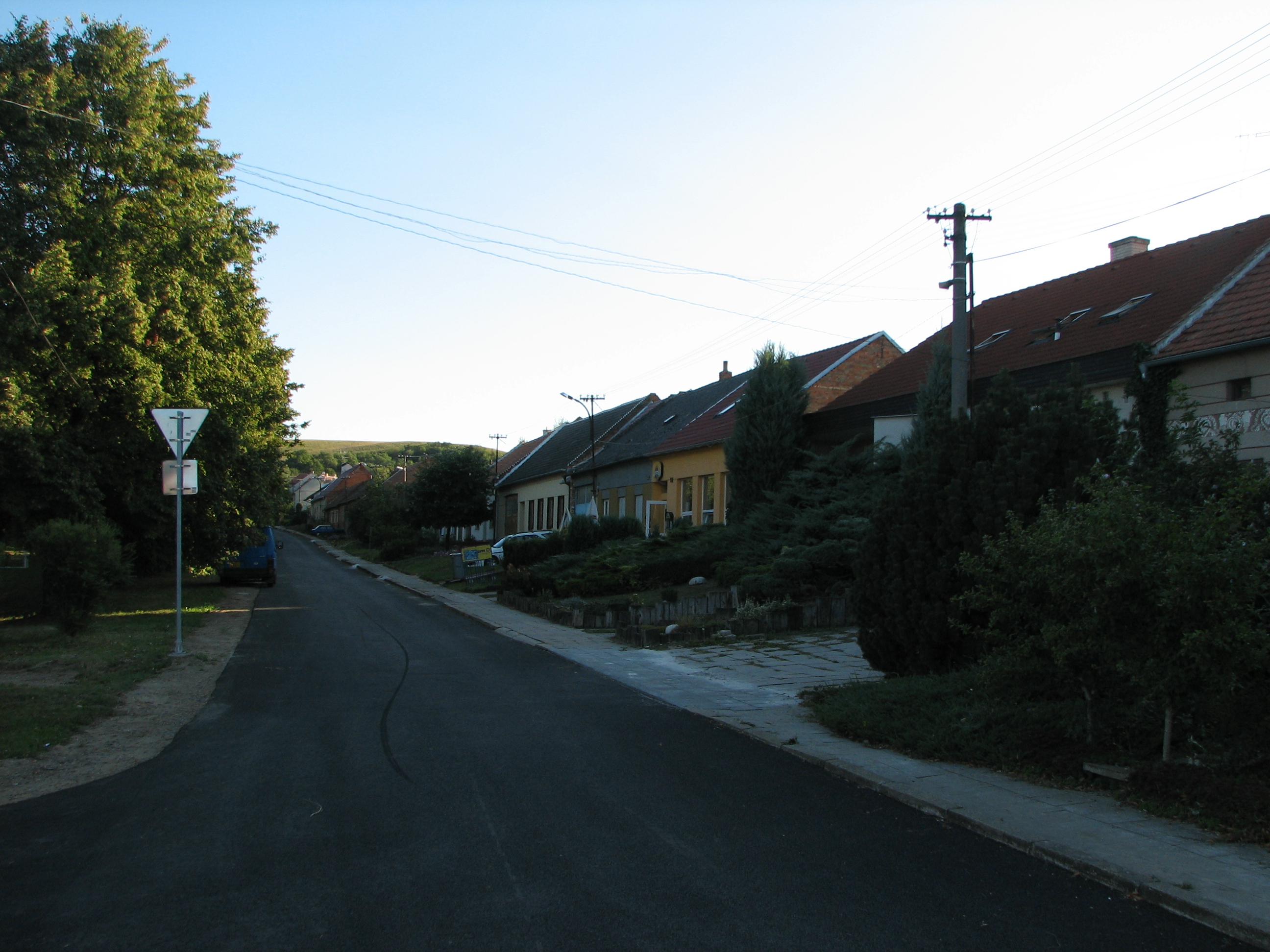
Straße in Karlín

Charlottenfeld wurde 1792 durch den Fürsten Alois Josef von Liechtenstein gegründet, dem auch Ždánice gehörte und der es nach seiner Frau benannte.

## Sehenswürdigkeiten
- Kirche des Hl. Bartholomäus